# Matthew Smith
Matthew Smith (Redditch, 22 november 1999) is een Engels-Welsh voetballer die door Doncaster Rovers van Manchester City FC wordt gehuurd en als middenvelder speelt.

## Clubloopbaan
Matthew Smith speelde in de jeugd van Aston Villa FC en West Bromwich Albion FC. Vanaf zijn veertiende speelde hij in de jeugdopleiding van Manchester City FC. Voor Manchester City FC onder 23 speelde hij drie wedstrijden in de Football League Trophy. In het seizoen 2018/19 wordt hij verhuurd aan FC Twente. Op 17 augustus 2018 maakte hij in een thuiswedstrijd tegen Sparta Rotterdam zijn debuut in de Nederlandse Eerste divisie. Hij speelde één seizoen bij FC Twente en keerde vervolgens terug naar Engeland. Door Manchester City FC werd hij in het seizoen daarop verhuurd aan Championshipclub Queens Park Rangers. In januari van dat seizoen werd deze huurperiode door Manchester City afgebroken, en werd hij aan Charlton Athletic FC verhuurd. Hier speelde hij slechts twee wedstrijden. In het seizoen 2020/21 wordt hij aan Doncaster Rovers FC verhuurd.

## Clubstatistieken
| Seizoen                  | Club                   | Competitie           | Competitie | Competitie | Beker | Beker | Overig | Overig | Totaal | Totaal |
| Seizoen                  | Club                   | Competitie           | Wed.       | Dlp.       | Wed.  | Dlp.  | Wed.   | Dlp.   | Wed.   | Dlp.   |
| ------------------------ | ---------------------- | -------------------- | ---------- | ---------- | ----- | ----- | ------ | ------ | ------ | ------ |
| 2018/19                  | → FC Twente            | Eerste divisie       | 34         | 2          | 3     | 0     | –      | –      | 37     | 2      |
| 2019/20                  | → Queens Park Rangers  | Championship         | 8          | 0          | 0     | 0     | 2      | 0      | 10     | 0      |
| 2019/20                  | → Charlton Athletic FC | Championship         | 2          | 0          | 0     | 0     | 0      | 0      | 2      | 0      |
| 2020/21                  | → Doncaster Rovers FC  | League One           | 40         | 1          | 4     | 0     | 0      | 0      | 44     | 1      |
| 2021/22                  | → Hull City AFC        | Championship         | 9          | 0          | 1     | 0     | 0      | 0      | 10     | 0      |
| 2021/22                  | Milton Keynes Dons FC  | League One           | 4          | 0          | 0     | 0     | 0      | 0      | 4      | 0      |
| 2022/23                  | Milton Keynes Dons FC  | League One           | 21         | 2          | 8     | 0     | 0      | 0      | 29     | 2      |
| 2023/24                  | St. Johnstone FC       | Scottish Premiership | 30         | 1          | 1     | 0     | 1      | 0      | 32     | 1      |
| Carrièretotaal           | Carrièretotaal         | Carrièretotaal       | 148        | 6          | 17    | 0     | 3      | 0      | 168    | 6      |
| Bijgewerkt op 6 mei 2024 |                        |                      |            |            |       |       |        |        |        |        |

## Interlandcarrière
Smith is geboren en getogen in Engeland. Doordat zijn opa van moederskant uit Wales komt, mag hij uitkomen voor het Welsh voetbalelftal. Hij was aanvoerder van verschillende nationale jeugdelftallen en werd in 2018 door bondscoach Ryan Giggs voor het eerst opgeroepen voor het nationale elftal, hoewel hij op dat moment nog geen enkele wedstrijd in het profvoetbal had gespeeld. Smith debuteerde voor Wales op 29 mei 2018, in een in 0-0 geëindigde wedstrijd tegen Mexico. Hij kwam in de 81e minuut in het veld voor Tom Lawrence.
| Interlands van Matthew Smith voor Wales | Interlands van Matthew Smith voor Wales | Interlands van Matthew Smith voor Wales | Interlands van Matthew Smith voor Wales | Interlands van Matthew Smith voor Wales | Interlands van Matthew Smith voor Wales |
| №                                       | Datum                                   | Wedstrijd                               | Uitslag                                 | Soort wedstrijd                         | Doelpunten                              |
| Als speler bij                          | Als speler bij                          | Als speler bij                          | Als speler bij                          | Als speler bij                          | Als speler bij                          |
| --------------------------------------- | --------------------------------------- | --------------------------------------- | --------------------------------------- | --------------------------------------- | --------------------------------------- |
| 1.                                      | 29 mei 2018                             | Mexico − Wales                          | 0 – 0                                   | Vriendschappelijk                       | 0                                       |
| 2.                                      | 6 september 2018                        | Wales − Ierland                         | 4 – 1                                   | Nations League 2018/19                  | 0                                       |
| 3.                                      | 11 oktober 2018                         | Wales − Spanje                          | 1 – 4                                   | Vriendschappelijk                       | 0                                       |
| 4.                                      | 16 oktober 2018                         | Ierland − Wales                         | 0 – 1                                   | Nations League 2018/19                  | 0                                       |
| 5.                                      | 24 maart 2019                           | Wales − Slowakije                       | 1 – 0                                   | EK 2020 Kwalificatie                    | 0                                       |
| 6.                                      | 8 juni 2019                             | Kroatië − Wales                         | 2 – 1                                   | EK 2020 Kwalificatie                    | 0                                       |
| 7.                                      | 11 juni 2019                            | Hongarije − Wales                       | 1 – 0                                   | EK 2020 Kwalificatie                    | 0                                       |
| 8.                                      | 6 september 2020                        | Wales − Bulgarije                       | 1 – 0                                   | Nations League 2020/21                  | 0                                       |
| 9.                                      | 8 oktober 2020                          | Engeland − Wales                        | 3 – 0                                   | Vriendschappelijk                       | 0                                       |
| 10.                                     | 11 oktober 2020                         | Ierland − Wales                         | 0 – 0                                   | Nations League 2020/21                  | 0                                       |
| 11.                                     | 14 oktober 2020                         | Bulgarije − Wales                       | 0 – 1                                   | Nations League 2020/21                  | 0                                       |
| 12.                                     | 12 november 2020                        | Wales − Verenigde Staten                | 0 – 0                                   | Vriendschappelijk                       | 0                                       |

## Erelijst
| Eerste divisie | 1 | 2018/19 |